# Gino Strada

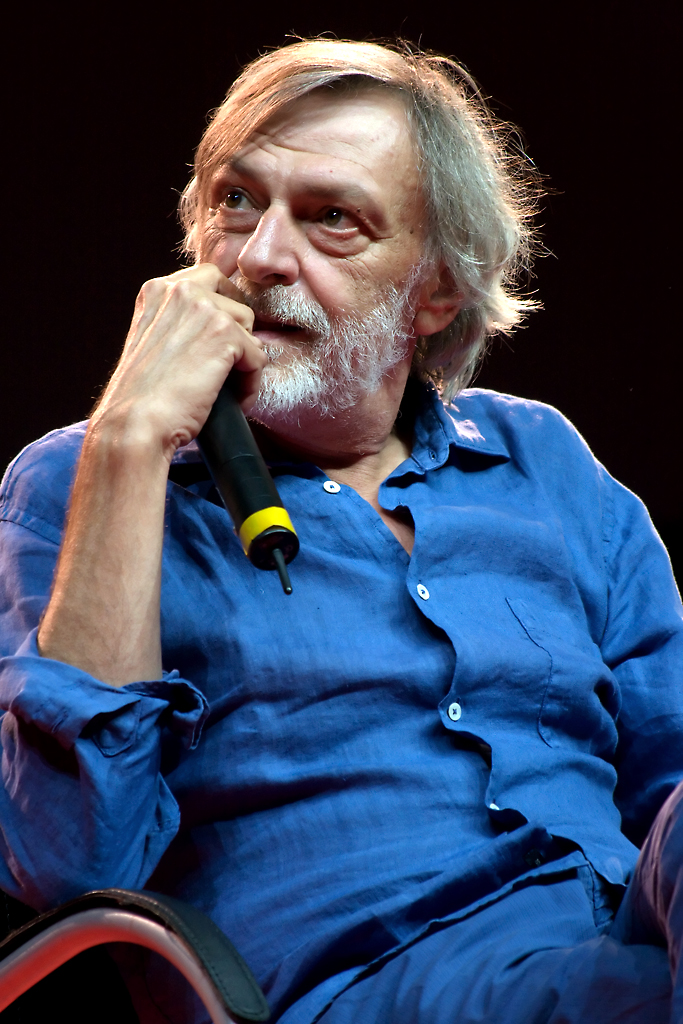
Gino Strada, 2010

Gino Strada (eigentlich Luigi Strada; * 21. April 1948 in Sesto San Giovanni; † 13. August 2021 in Frankreich) war ein italienischer Chirurg und Friedensaktivist.

## Leben
Gino Strada absolvierte in Mailand ein Studium der Medizin und spezialisierte sich im Bereich Unfallchirurgie, wonach er seinen Beruf als Chirurg auch in Kriegsgebieten ausübte. In den 80er Jahren absolvierte Strada mehrere Forschungsaufenthalte im Ausland; er war danach für das Rote Kreuz in Pakistan und Somalia im Einsatz. 1994 gründete er zusammen mit seiner Frau Teresa Sarti und einigen Berufskollegen die Hilfsorganisation Emergency, eine internationale Hilfsorganisation für die Opfer von Kriegen und Landminen.
Er war Autor mehrerer Bücher. Im März 2007 übernahm er während der Entführung des Journalisten der Tageszeitung La Repubblica Daniele Mastrogiacomo in Afghanistan eine zentrale Rolle bei den Verhandlungen mit den Entführern aus der Reihe der Taliban aufgrund des Vertrauens, das er bei der lokalen Bevölkerung genoss.
Strada gilt in Italien als eine Ikone des Pazifismus. Er war 2020 bei der ersten Welle der COVID-19-Pandemie mit seiner Nichtregierungsorganisation Emergency in Bergamo im Einsatz. Bei der zweiten Welle in Italien bat der Ministerpräsident Giuseppe Conte die Organisation von Strada um Hilfe in Kalabrien.
Strada starb am 13. August 2021 im Alter von 73 Jahren an Herzversagen.

## Auszeichnungen
- 1999: Premio internazionale Viareggio-Versilia für das Buch Pappagalli verdi[5]
- 2002: Ehrenbürger der Stadt Empoli in der Provinz Florenz
  - Coppa di Nestore für die Monographien Pappagalli verdi (1999) und Buskashì (2002)
- 2003: Premio Palatucci di Montella für wie vor
- Oscarverleihung 2013: Der Dokumentar-Kurzfilm Open Heart, der 2012 unter der Mitwirkung Gino Stradas entstand, wird  als bester Dokumentar-Kurzfilm nominiert.
- 2015: Benennung eines Asteroiden nach ihm: (248908) Ginostrada
  - Right Livelihood Award („Alternativer Nobelpreis“), zusammen mit dem Volk der Marshallinseln und seinem Außenminister Tony de Brum, der kanadischen Inuit-Aktivistin Sheila Watt-Cloutier sowie der ugandischen Menschenrechtsaktivistin Kasha Jacqueline Nabagesera

## Schriften
- Pappagalli verdi. Cronache di un chirurgo di guerra. Prefazione di Moni Ovadia, Feltrinelli, Milano 1999, ISBN 978-88-07-17032-4.
- Buskashì. Viaggio dentro la guerra. Feltrinelli, Milano 2002, ISBN 978-88-07-17069-0.
- Il senso delle parole. In: Linda Bimbi (a cura di): Not in my name. Guerra e diritto. Editori Riuniti, Roma 2003, ISBN 978-88-359-5392-0.
- Il centro di riabilitazione Sulaimaniya. In: Massimo Nava: Vittime. Storie di guerra sul fronte della pace, Fazi, Roma 2005, ISBN 978-88-8112-605-7.
- Una persona alla volta. Feltrinelli, Milano 2022, ISBN 978-88-07-17340-0.